# Encephalitozoon cuniculi
Енцефалітозоон кунікулі (Encephalitozoon cuniculi) — вид паразитичних грибів роду енцефалітозоон (Encephalitozoon). Викликає хворобу енцефалозооноз. Вперше збудник був ізольований з мозку кролика і описаний в 1922 році 

## Будова
Дрібний облігатний внутрішньоклітинним паразит.

## Життєвий цикл

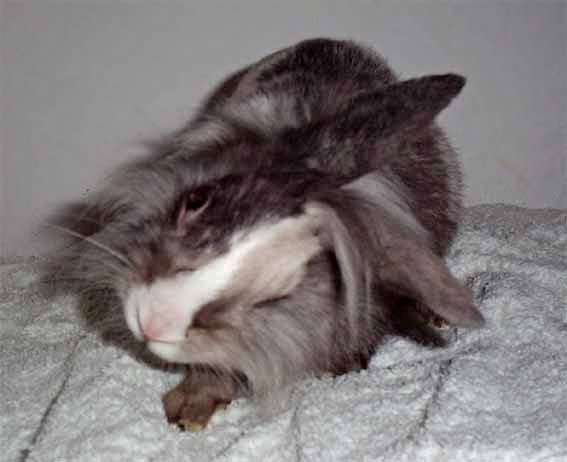
Заражений кріль

Викликає протозойну інфекцію енцефалозооноз, яка є частою причиною неврологічних симптомів. Зустрічається у кроликів та гризунів. Цей внутрішньоклітинний вид мікроспоридій вражає нервову систему і нирки. Також, паразит може вражати печінку, селезінку, серце, легені, кишечник і очі. Кролики виділяють Encephalitozoon cuniculi переважно з сечею. Зараження відбувається аліментарно, через підстилку та транплацентарно. Спори Encephalitozoon cuniculi захоплюються фагоцитами в кишечнику і проникають з ними ж в кров тварини. У цих же клітинах гриб починає розмножуватися. Encephalitozoon cuniculi через кровообіг проникає в різні органи. У близько 50% усіх декоративних кроликів є антитіла проти енцефалозооноза. 
Основний господар паразита - кролик, проте інші ссавці також можуть бути заражені. В результаті молекулярно-біологічних та
імунологічних тестів проведених у 2000-х рр, поміж збудників E. cuniculi нині розрізняють три генетичних типи штамів даного виду (I-кролячий, II-мишачий, III-собачий).
Випадки зараження людини Encephalitozoon cuniculi були відзначені виключно у хворих на СНІД. Згідно з дослідженням небезпека зараження існує для дітей, так як їх імунна система ще не повністю сформована. Винищити збудника на сьогоднішній день неможливо.